# آلفا کوهمیز
آلفا کوهمیز یک ستاره است که در صورت فلکی کوهمیز قرار دارد.